# What If... Ultron Won?
"What If... Ultron Won?" es el octavo episodio de la serie de televisión animada estadounidense What If...?, basada en la serie de Marvel Comics del mismo nombre. Explora lo que sucedería si los eventos de la película del Universo cinematográfico de Marvel (MCU) Avengers: Age of Ultron (2015) ocurrieran de manera diferente, con Ultron usando las Gemas del Infinito para matar prácticamente toda la vida en el universo después de transferir con éxito su conciencia al cuerpo de Vision. También sirve para preparar el final de la primera temporada, cuando Ultrón encuentra una manera de viajar a otros universos (establecidos en los episodios anteriores), amenazando el equilibrio del multiverso. El episodio fue escrito por el editor de historias Matthew Chauncey y dirigido por Bryan Andrews.
Jeffrey Wright narra la serie como el Vigilante, y este episodio también cuenta con las voces de Jeremy Renner, Lake Bell, Toby Jones, Ross Marquand (Ultron), Josh Keaton, Mick Wingert, Alexandra Daniels y Benedict Cumberbatch. La serie comenzó a desarrollarse en septiembre de 2018, Andrews se unió poco después y se esperaba que muchos actores repitieran sus papeles de las películas de MCU. La animación del episodio estuvo a cargo de Flying Bark Productions, Squeeze y Stellar Creative Lab, con Stephan Franck como jefe de animación.
"What If... Ultron Won?" se estrenó en Disney+ el 29 de septiembre de 2021. Los críticos elogiaron el episodio por sus imágenes, acción, historia de alto riesgo y las interpretaciones vocales de Wright, Renner y Bell, pero criticaron ciertos aspectos de la historia.

## Trama
Al descubrir la existencia de una inteligencia artificial en el cetro de Loki, Tony Stark lo utiliza para crear el programa de defensa global "Ultron" para mantener la Tierra segura y crear la paz mundial. Sin embargo, Ultrón se vuelve rebelde y concluye que, en lugar de paz, la Tierra necesita una evolución, lo que lo lleva a crear el cuerpo de Visión para sí mismo y transferir su programación a él.  Con un nuevo cuerpo, Ultrón procede a matar a Stark y a la mayoría de los Vengadores antes de lanzar misiles nucleares alrededor de la Tierra, erradicando a la mayor parte de la humanidad.
Poco después, llega Thanos, buscando la Gema de la Mente para completar el Guantelete del Infinito, pero Ultrón lo divide en dos y toma las Gemas del Infinito para sí, tomando conciencia del universo más expansivo. Usando las Gemas, Ultrón construye un ejército de Centinelas Ultrón y una nave espacial que se teletransporta antes de destruir varios planetas y matar la mayor parte de la vida restante del universo. Una vez completada su misión, Ultrón se queda sin propósito hasta que escucha la narración del Vigilante y se da cuenta de la existencia del Multiverso.
Mientras tanto, los Vengadores supervivientes Natasha Romanoff y Clint Barton luchan para sobrevivir a las fuerzas de Ultrón. Sin embargo, Barton está perdiendo las ganas de vivir. Al llegar a Moscú, buscan archivos de la KGB con la esperanza de derrotar a Ultrón, y encuentran un archivo sobre Arnim Zola, un científico de Hydra cuya conciencia fue cargada en una computadora después de su muerte. 
Romanoff y Barton viajan a un laboratorio de Hydra en Siberia y obligan a Zola a ayudarlos, con la intención de cargarlo en la programación de Ultrón para eliminarlo. Atraen a un grupo de Centinelas de Ultrón y cargan la conciencia de Zola en uno. Sin embargo, Zola no puede subirse a la conciencia de Ultrón porque Ultrón ha abandonado su universo. Barton se sacrifica para que Romanoff y Zola puedan escapar.
Al localizar al Vigilante, Ultrón lucha contra él en múltiples realidades y sale victorioso, pero el primero huye antes de que puedan matarlo. Ultrón asume el control del observatorio del Vigilante, que ahora tiene innumerables universos que atacar. Sin otras opciones, el Vigilante se reúne con Doctor Strange Supremo, a quien previamente había abandonado a su suerte,  y rompiendo su juramento de no interferir, le solicita ayuda para detener a Ultrón.

## Producción

### Desarrollo
En septiembre de 2018, Marvel Studios estaba desarrollando una serie de antología animada basada en los cómics What If...?, que explorarían cómo se alterarían las películas del Universo Cinematográfico de Marvel (MCU) si ciertos eventos ocurrieran de manera diferente.    El escritor principal AC Bradley se unió al proyecto en octubre de 2018,  y el director Bryan Andrews se reunió con el ejecutivo de Marvel Studios, Brad Winderbaum, sobre el proyecto ya en 2018;  La participación de Bradley y Andrews se anunció en agosto de 2019.  Son productores ejecutivos junto a Winderbaum, Kevin Feige, Louis D'Esposito y Victoria Alonso.  El editor de historias Matthew Chauncey escribió el octavo episodio,  titulado "What If... Ultron Won?",  que presenta una historia alternativa de la película Avengers: Age of Ultron (2015). "What If... Ultron Won?" se lanzó en Disney+ el 29 de septiembre de 2021. 

### Escritura
En la historia alternativa del episodio, Ultron transfiere con éxito su conciencia al cuerpo de Vision. La fusión entre Ultron y Vision apareció por primera vez al final del episodio anterior.  Este episodio comienza a unir elementos de todos los episodios anteriores de la temporada, mientras que el Vigilante "aprende algunas lecciones importantes sobre lo que significa ser un héroe" y que las diversas historias y mundos que presenció significan más para él de lo que él mismo comprendió. Una "fuente importante de tensión" dentro de los episodios es si el Vigilante interferirá en los eventos. Aunque los eventos del episodio pueden verse de forma independiente, establece una historia que continúa en el final de la temporada.  En la sala de escritores se discutió escribir los dos últimos episodios de la primera temporada como "una historia gigante" que en algún momento traería de vuelta a la mayoría de los héroes de episodios anteriores. Al principio del desarrollo del programa, antes de que el equipo creativo concibiera la historia del episodio, la idea de que Ultrón ganara siempre estuvo presente en la mente del equipo. 
Ultrón fue elegido como el villano principal del episodio y de la primera temporada en general debido a su popularidad entre los lectores de Marvel Comics y su falta de potencial en las películas del Universo Cinematográfico de Marvel debido a que solo apareció en Age of Ultron. Sintiendo que Ultrón no tuvo el tiempo en pantalla que merecía y reconociendo que a estas alturas los realizadores habían llegado a la Fase Cuatro del MCU, Bradley y los escritores decidieron aprovechar la oportunidad para mostrar de qué era realmente capaz Ultrón ahora que estaban involucrando al Multiverso y las Gemas del Infinito en sus historias, especulando qué haría Ultrón con el Guantelete del Infinito.  Simultáneamente a la victoria de Ultrón, el concepto ofrecía la oportunidad de mostrar el lado humano de la tragedia al centrarse en Natasha Romanoff / Black Widow y Clint Barton / Hawkeye y su relación; antes del lanzamiento del episodio, Andrews siempre tuvo en mente presentar a Hawkeye o Black Widow, al menos la primera, viviendo en la Tierra posapocalíptica lidiando con la pérdida de su familia y amigos. Sintió que la falta de poderes divinos de la pareja como los de Thor, pero sus capacidades "valientes y duras" daban esperanza a la humanidad. 
En uno de los universos alternativos visto durante la pelea del Vigilante con Ultrón se muestra a Steve Rogers / Capitán América tomando juramento como presidente de los Estados Unidos.  Bradley y el escritor Matthew Chauncey habían discutido desde el principio sobre escribir un episodio político protagonizado por el Capitán América inspirado en The West Wing de Aaron Sorkin, con personajes que cumplieran roles similares a los de Josh Lyman y CJ Cregg en el programa, pero la idea quedó en el aire. el "piso de la sala de ideas" por ser un episodio con mucho diálogo y poca acción. 

### Casting
Jeffrey Wright narra el episodio como el Vigilante, y Marvel planea que otros personajes de la serie tengan la voz de los actores que los interpretaron en las películas del MCU.  El episodio está protagonizado por el actor Jeremy Renner de Avengers: Age of Ultron como Clint Barton / Hawkeye. Toby Jones retoma su papel de Arnim Zola de los medios anteriores del MCU y Benedict Cumberbatch retoma su papel de Doctor Strange Supreme del cuarto episodio. Lake Bell retoma su papel de Natasha Romanoff / Black Widow del tercer episodio, en el que reemplazó a Scarlett Johansson, mientras que Josh Keaton, Mick Wingert y Alexandra Daniels también retoman sus papeles como Steve Rogers / Capitán América, Tony Stark / Iron Man y Carol Danvers / Capitana Marvel, respectivamente, de episodios anteriores, en los que reemplazaron a Chris Evans, Robert Downey Jr. y Brie Larson. 
James Spader no repite su papel de Ultrón con Ross Marquand dando voz a Ultrón y los Sub-Ultron Sentries,  habiendo previamente dado voz al personaje para la experiencia de realidad virtual Avengers: Damage Control.  Esta versión de Ultron se comercializó como "Infinity Ultron".  Al elegir a Ultrón, el equipo de producción dirigido por Louis D'Esposito aparentemente intentó traer de vuelta a Spader para que repitiera su papel primero, pero cuando eso no funcionó, decidieron contratar a Marquand para el papel, lo que le permitió ofrecer una "increíblemente escalofriante". interpretación vocal. Bradley y Andrews consideraron la posibilidad de que Paul Bettany, quien interpretó a J.A.R.V.I.S. y Vision en la serie de películas, asumiera el papel, pero desistieron debido a su deseo de hacer que el personaje fuera "aterrador" y sintiendo que la voz de Bettany sería demasiado una "desconexión" para que la audiencia creyera que Ultron estaba dentro del cuerpo de Vision. Razonaron que Ultrón podría elegir cualquier voz que le conviniera, por lo que su voz no necesariamente tendría que parecerse a la de Visión. 
Varios personajes del MCU aparecen en papeles que no hablan, incluidos Thor, Hulk, Thaddeus Ross, Thanos, Peter Quill/Star-Lord, Gamora, Drax, Korg, el Gran Maestro y Ego, así como habitantes de Wakanda y miembros de la especie Skrull. 

### Animación
La animación del episodio estuvo a cargo de Flying Bark Productions, Squeeze y Stellar Creative Lab,  con Stephan Franck como jefe de animación.  Andrews desarrolló para la serie el estilo de animación cel-shaded con Ryan Meinerding, jefe de desarrollo visual de Marvel Studios.  Aunque la serie tiene un estilo artístico consistente, elementos como la cámara y la paleta de colores difieren entre episodios.
Para representar los estilos de lucha tanto de Ultrón como del Vigilante en este episodio y su sucesor, los animadores utilizaron Kirby Krackle, que ayudó a mostrar el inmenso poder multiversal que tienen ambos personajes. Bradley se mantuvo firme en adoptar esta convención artística para el programa debido a que nunca se usó en las películas de acción real de la franquicia. 

### Música
Marvel Music y Hollywood Records lanzaron digitalmente una banda sonora para el episodio el 1 de octubre de 2021, con la partitura de la compositora Laura Karpman. 

## Marketing
Después del lanzamiento del episodio, Marvel lanzó un póster del episodio, en el que aparecen Ultrón y el Vigilante junto con una cita del episodio.  Marvel también anunció productos inspirados en el episodio como parte de su promoción semanal "Marvel Must Haves" para cada episodio de la serie, incluyendo ropa, accesorios y un Funko Pop basado en Infinity Ultron. 

## Recepción

### Respuesta crítica
Kirsten Howard de Den of Geek creía que el episodio tenía las mejores secuencias animadas de todos los episodios lanzados, lo que atribuyó a menos personajes y una historia más simple, y dijo que el estilo visual se adaptaba a este episodio más que a otros. Howard elogió a Ultrón en "forma casi Galactus" como un "espectáculo digno de contemplar", junto con otros momentos que consideró "una experiencia verdaderamente alegre". Le dio al episodio 4,5 de 5 estrellas.  Charles Pulliam-Moore de io9 consideró el episodio como "la historia más emocionante hasta ahora" del programa y elogió cómo se basó en la historia original de Age of Ultron. Pulliam-Moore elogió la interpretación de Bell y Wright de Natasha Romanoff y el Vigilante, respectivamente, pero criticó la apariencia de Carol Danvers, diciendo que era parte de un problema más amplio de no darle al personaje una personalidad desarrollada. También elogió la escena de pelea entre Ultrón y el Vigilante, que comparó con Dragon Ball Z.  Karen Rought de Hypable también elogió la escena de la pelea y calificó el episodio como "el más interesante y de mayor riesgo hasta ahora". Ella exploró la importancia del episodio, con implicaciones "locas" para la continuidad más amplia del Universo Cinematográfico de Marvel. 
Tom Jorgensen de IGN pensó que el episodio era "una de las muestras más claras hasta ahora de las fortalezas y el potencial de What If para extrapolar historias valiosas fuera del canon del MCU", elogiando las divergencias de la historia con las películas mientras "mantiene los temas de Age of Ultron" centrándose en personajes más sólidos como Barton de Renner y Romanoff de Bell, cuyas actuaciones elogió. Jorgensen también lo consideró "el más cinematográfico de cualquier entrega de What If hasta ahora", y elogió sus imágenes. Sin embargo, se mostró crítico con las secuencias de acción.  Amon Warmann en Yahoo! Movies también elogió las interacciones entre Natasha Romanoff y Clint Barton, calificando como un "movimiento inteligente" centrarse en los "dos Vengadores más humanos". Warmann también elogió la escena de la pelea entre el Vigilante y Ultrón como la "mejor secuencia de acción hasta ahora" de la serie y las imágenes como "impresionantes" y "sacadas directamente de un cómic". Sin embargo, consideró que el episodio tuvo una "narración descuidada" y criticó la trivialización del poder de Thanos como "sacrificar la historia y el personaje" para satisfacer las necesidades de la historia.  Sam Barsanti de The AV Club fue más crítico con el episodio y le dio una "C". Barsanti elogió el concepto de que Ultron obtuviera las Gemas del Infinito y el diseño del personaje, comparándolo con la historia de los cómics Annihilation: Conquest, pero criticó la conclusión de la historia de Romanoff y Barton y el episodio que rompió la estructura de antología de la serie. También criticó la pelea entre Ultrón y el Vigilante, considerándola poco creativa, y agregó que la aparición de Strange Supreme, tratada como un final retorcido, "cayó un poco plana" después de haber sido estropeada por el tráiler de mitad de temporada de la serie. También pensó que la actuación de voz era "decepcionantemente insulsa" y comparó negativamente a Bell y Marquand con los actores originales Johansson y Spader, respectivamente. 

### Reconocimientos
Joel Fisher, Graham Fisher, Sharia Davis, Basuki Juwono y Adam Spieckerman ganaron el premio a la Mejor Editorial – TV/Medios en la 49.ª edición de los Premios Annie.  Wright fue nominado a Mejor Interpretación de Voz en off de un personaje en la 74.ª edición de los premios Primetime Creative Arts Emmy.  Graham Fisher y Joel Fisher fueron nominados a Mejor animación editada (no teatral) en los American Cinema Editors Awards 2022. 